# Glyptopetalum palawanense
Glyptopetalum palawanense là một loài thực vật ở Celastraceae họ (staff vine hoặc bittersweet). Loài này có ở Malaysia và Philippines.